# Peter Römer
Peter Römer (Amsterdam, 15 settembre 1952) è un produttore televisivo, regista, scrittore e sceneggiatore olandese.

## Carriera
Römer iniziò la sua carriera come attore con il gruppo teatrale Centrum. Oltre al teatro, interpretò numerosi ruoli anche in televisione, tra cui Marius in Pagnol di Willy van Hemert e la serie Dagboek van een herdershond. Apparve anche nei film Pastorale (1943) e Il dottor Pulder coltiva papaveri di Bert Haanstra . Per il Centrum scrisse sei opere teatrali, tra cui Het leven lacht je toe (La vita ti sorride) ed Escolette Ay Ay Ay (L'occhio ti sorride). Dopo il 1985 recitò, scrisse e diresse principalmente per la televisione. Scrisse le sceneggiature per le serie televisive De Brekers (Gli spacciatori) , De kip en het ei (L'uovo e la gallina) e Baantjer, di cui fu anche produttore per dodici anni. Nella serie De kip en het ei è apparso con suo padre Piet, Joop Doderer, Karin Bloemen, Andrea Domburg e Ricardo Sibelo. Dal 1990 al 2010 è stato responsabile della drammaturgia e direttore creativo presso John de Mol Productions e Endemol Nederland.
Römer ha continuato a curare la serie di libri degli episodi televisivi di Baantjer. I primi due sono stati: De Cock en de onzichtbare moordenaar e De Cock en de moord in het circus, basati sulle sceneggiature utilizzate per la serie televisiva. Nel 2019, ha co-scritto la sceneggiatura del lungometraggio Baantjer het begin e nel 2022, la sceneggiatura del film Casa Coco.

## Vita privata
Peter Römer è il figlio dell'attore Piet Römer. Anche sua figlia Nienke e i figli Thijs e Job sono attori.